# Piletocera chlorura
Lamprosema chlorura is een vlinder uit de familie van de grasmotten (Crambidae). De wetenschappelijke naam van deze soort is voor het eerst voorgesteld als Ceratoclasis chlorura door Edward Meyrick in een publicatie uit 1887.
De soort komt voor in Australië (Queensland).